# ديفيد مونيوث (لاعب رماية)
ديفيد مونيوث (بالإسبانية: David Muñoz Hidalgo)‏ هو لاعب رماية بنمي، ولد في 29 سبتمبر 1964.

## وصلات خارجية
- ديفيد مونيوث على موقع الاتحاد الدولي (الإنجليزية)
- ديفيد مونيوث على موقع اللجنة الأولمبية الدولية (الإنجليزية)
- ديفيد مونيوث على موقع أوليمبيديا (الإنجليزية)